# Lamine N'Dao
Mohamed Lamine N'Dao (Divo, 9 febbraio 1993) è un calciatore ivoriano, centrocampista dell'Abha.

## Carriera
Tra il 2018 e il 2019, ha giocato nove partite nella CAF Champions League con l'ASEC Mimosas. Nel 2018, ha anche giocato due partite nella CAF Confederation Cup sempre con l'ASEC Mimosas.